# Alfonso ed Estrella

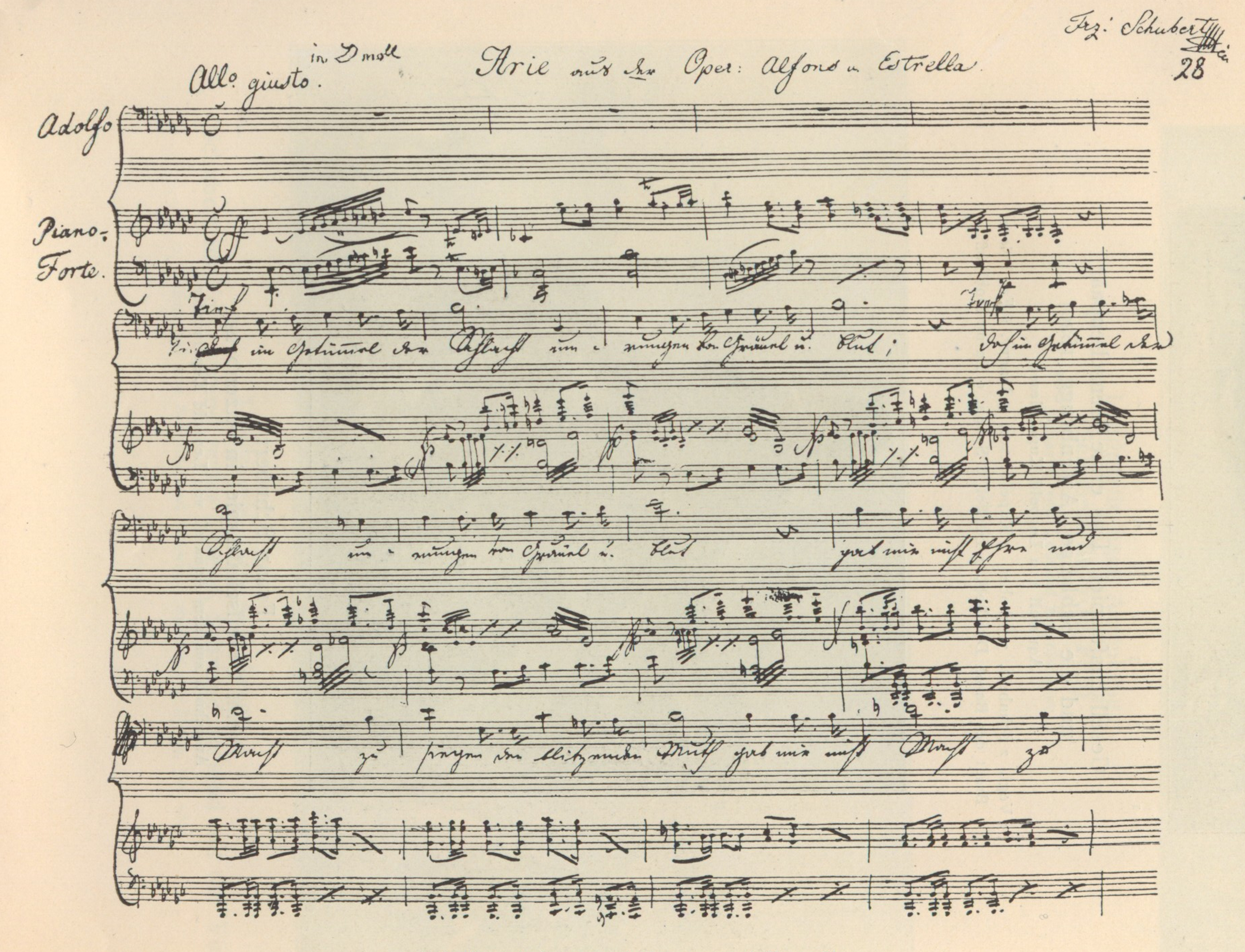
Autograph vocal score, Aria Adolfo

Alfonso und Estrella, in italiano Alfonso ed Estrella, è un'opera di Franz Schubert su libretto di Franz von Schober, debuttante a Weimar il 24 giugno 1854 diretta da Franz Liszt con Rosa Aghté-Milde e Hans Feodor von Milde.

## Una travagliata genesi
Schubert, intimo amico del librettista von Schober, scrisse la musica in soli sei mesi, dal settembre 1821 al febbraio 1822, ma l'opera tardò ad essere rappresentata. Schubert voleva farla debuttare a Vienna, ma fu nominato un direttore artistico italiano che favorì il melodramma italiano, a danni di quello tedesco. Schubert vide anche sfumare il sogno di vederla rappresentare a Dresda, poiché mancavano i cantanti, e l'opera venne rappresentata postuma solo nel 1854.

## Trama
In Spagna. 

Froila, re di Léon, da anni è stato spodestato da Mauregato, e ora abita nei monti con il figlio Alfonso. Un giorno Alfonso si imbatte durante la caccia regale in Estrella, la figlia di Mauregato, e tra i due è subito amore. Di Estrella è innamorato però anche Adolfo, generale di Mauregato, a cui era promessa la mano della ragazza. Tuttavia, respinto da Estrella, e vistasi negare la possibilità di sposarla da parte del Re, Adolfo ordisce una congiura contro Mauregato. Alfonso, però, riesce a sventarla, salvando il re. Mauregato ringrazia il giovane riconoscendolo legittimo erede al trono e lo fa sposare con la figlia Estrella.